# Murchisoniidae
Murchisoniidae zijn een uitgestorven familie van weekdieren uit de klasse van de Gastropoda (slakken).

## Taxonomie
De volgende geslachten zijn bij de familie ingedeeld:
- † Murchisonia d'Archiac & Verneuil, 1841
- † Wuxuanella Cook & Pan, 2004